# San Juan del Estado
San Juan del Estado es una localidad del estado mexicano de Oaxaca. Es cabecera del municipio de San Juan del Estado.

## Demografía
| Censo | Población |
| ----- | --------- |
| 1900  | 1 110     |
| 1910  | 1 146     |
| 1921  | 1 073     |
| 1930  | 1 211     |
| 1940  | 1 296     |
| 1950  | 1 285     |
| 1960  | 1 564     |
| 1970  | 1 745     |
| 1980  | 2 005     |
| 1990  | 2 340     |
| 1995  | 2 131     |
| 2000  | 2 262     |
| 2005  | 2 181     |
| 2010  | 2 531     |
| 2020  | 2 769     |